# Таково
Таково је насеље у Србији у општини Горњи Милановац у Моравичком округу. Према попису из 2022. било је 355 становника. Удаљено је 10 км од Горњег Милановца. Налази се на путу за Пожегу, на надморској висини од 350 до 530 м и на површини од 1.153 ха.

## Географија
Таково је смештено између Дичине и Клатичевачке реке, на падинама које су благо нагнуте ка југу па су стога присојне. На овом месту је настала мала котлина, односно ерозивно-акумулативно проширење. У једном делу котлина је широка до 2 km. Узводно, уз Дичину, шири се алувијална раван, али је она широка само до 500 m. Ова раван простире се и уз Клатичевску реку, али два километра источно од Такова. Таково представља локално саобраћајно раскршће, јер је повезано асфалтним путем са Горњим Милановцем на једној, Прањанима на другој, Бершићима и Рајцем на трећој страни. Поред тога, од ње се одваја асфалтни пут ка Савинцу, који преко тог места пут опет води ка Горњем Милановцу.
Атар Такова је брдско-планинске природе, куће су разбацане и развучене дуж главног пута ка Горњем Милановцу и на благим падинама око котлине. Село Таково често се придаје значај као варошице, али то оно није, јер се није урбанизовало и куће ушориле, ово је уједно и кључни разлог због чега се село није даље развијало, поред свог саобраћајног чворишта и делом благог терена на коме се налази. У средишту села налази саобраћајна раскрсница, месна канцеларија, две продавнице, кафана, аутобуска станица, пошта, здравствена амбуланта, а нешто даље фабрика вотке и безалкохолног пића. Испод средишта села, у равници лево од Дичине, налази се велики и осушени Таковски грм, који још увек пркоси времену, поред кога се налази стари споменик Другог српског устанка, који је подигнут 1887. године за време владе краља Милана Обреновића.
Црква у Такову слави Ђурђевдан, а литија у селу је држана на други дан Тројица. На Пантелијевдан се одржава велики вашар под варошицом.
Овде се налазе Стари надгробни споменици у Такову (општина Горњи Милановац) и Крајпуташ Добросаву Пауновићу у Такову.

## Историја
Таково је постојало још у средњовековној Србији, а било је расељено доласком Турака. Наново је насељено у 18. веку када су стигли досељеници из Старог Влаха, Црне Горе и Метохије. Ово село се први пут помиње у турском попису 1525. године. Тада је имало 12 домова. Име Таково настало је у давним временима, а данас нема тумачења настанка његовог имена. У Такову је пронађен непознат минерал који је стручно назван „таковит”.
Црква брвнара у Такову је подигнута 1724.
Дана 23. априла 1815. (по старом календару) се у Такову скупише устаници да устану против Турака испод храста познатог под називом „таковски грм“. Но, њега једног дана удари гром и расцепи на пола, те сад на његовом месту стоји спомен Кнезу Милошу и ове речи уклесане:
Овај грм ће време да осуши
И камени стуб ће да поруши
Али Србија вечито стајаће
И Милоша име спомињаће
У Такову је 7. септембра 1902. године, дан уочи Мале госпојине, освештан и свечано предат новосаграђени двор саграђен поред Таковског грма, краљу Александру Обреновићу и краљици Драги, као поклон народа Рудничког округа. Овај дворац је изгорео 1916. године за време Првог светског рата. У данашње време постоји иницијатива да се овај дворац поново сагради, а на основу пројектне документације која је пронађена у Бечу.
Зидање школе (две) отпочело је 1888. и завршено 1890. Школа је почела са радом школске 1891/92. па све до 29. марта 1981. када је једна зграда изгорела, а друга након тога претворена у Музеј. Захваљујући солидарности Републике, Милановачке привреде, месне заједнице и ђачких родитеља, 15. јула почиње изградња нове школе у монтажном систему градње, која је 26.12.1981. била усељена и почела са радом. Данас је то матична школа која носи назив „Таковски устанак“.
Крајем 20. века, поводом прославе 175. годишњице устанка, подигнут је споменик кнезу Милошу Обреновићу, који је постављен на ивици падине и око 200 m је удаљен од старог споменика. Таковски грм, како се верује у народу, је израстао на месту и из корена оног грма под којим је кнез Милош подигао устанак. На прилазу споменику пише „Просторно - меморијални комплекс Таковски грм под заштитом закона“.
У ратовима у периоду од 1912. до 1918. године село је дало 116 ратника. Погинуло их је 72 а 44 је преживело.

## Демографија
У пописима село је 1910. године имало 641 становника, 1921. године 589, а 2002. године тај број је спао на 496.
У насељу Таково живи 419 пунолетних становника, а просечна старост становништва износи 45,0 година (45,3 код мушкараца и 44,7 код жена). У насељу има 156 домаћинстава, а просечан број чланова по домаћинству је 3,16.
Ово насеље је великим делом насељено Србима (према попису из 2002. године), а у последња три пописа, примећен је пад у броју становника.
|  |

| Демографија | Демографија | Демографија |
| Година      | Становника  | Становника  |
| ----------- | ----------- | ----------- |
| 1948.       | 822         |             |
| 1953.       | 795         |             |
| 1961.       | 699         |             |
| 1971.       | 636         |             |
| 1981.       | 620         |             |
| 1991.       | 541         | 538         |
| 2002.       | 493         | 498         |
| 2011.       | 458         |             |

| Етнички састав према попису из 2002.‍ | Етнички састав према попису из 2002.‍ | Етнички састав према попису из 2002.‍ | Етнички састав према попису из 2002.‍ | Етнички састав према попису из 2002.‍ |
| ------------------------------------ | ------------------------------------ | ------------------------------------ | ------------------------------------ | ------------------------------------ |
|                                      |                                      |                                      |                                      |                                      |
| Срби                                 | Срби                                 |                                      | 487                                  | 98,78%                               |
| Македонци                            | Македонци                            |                                      | 1                                    | 0,20%                                |
| непознато                            | непознато                            |                                      | 5                                    | 1,01%                                |

| Година пописа     | 1948. | 1953. | 1961. | 1971. | 1981. | 1991. | 2002. |
| ----------------- | ----- | ----- | ----- | ----- | ----- | ----- | ----- |
| Број домаћинстава | 158   | 161   | 168   | 167   | 169   | 154   | 156   |

| Број чланова      | 1  | 2  | 3  | 4  | 5 | 6  | 7 | 8 | 9 | 10 и више | Просек |
| ----------------- | -- | -- | -- | -- | - | -- | - | - | - | --------- | ------ |
| Број домаћинстава | 35 | 43 | 24 | 19 | 9 | 14 | 8 | 2 | 0 | 2         | 3,16   |

| Пол    | Укупно | Неожењен/Неудата | Ожењен/Удата | Удовац/Удовица | Разведен/Разведена | Непознато |
| ------ | ------ | ---------------- | ------------ | -------------- | ------------------ | --------- |
| Мушки  | 226    | 67               | 135          | 18             | 3                  | 3         |
| Женски | 215    | 36               | 138          | 38             | 2                  | 1         |
| УКУПНО | 441    | 103              | 273          | 56             | 5                  | 4         |

| Пол    | Укупно                    | Пољопривреда, лов и шумарство | Рибарство                            | Вађење руде и камена | Прерађивачка индустрија       |
| ------ | ------------------------- | ----------------------------- | ------------------------------------ | -------------------- | ----------------------------- |
| Мушки  | 127                       | 42                            | 0                                    | 0                    | 41                            |
| Женски | 89                        | 28                            | 0                                    | 0                    | 38                            |
| УКУПНО | 216                       | 70                            | 0                                    | 0                    | 79                            |
| Пол    | Производња и снабдевање   | Грађевинарство                | Трговина                             | Хотели и ресторани   | Саобраћај, складиштење и везе |
| Мушки  | 2                         | 3                             | 8                                    | 2                    | 10                            |
| Женски | 0                         | 0                             | 6                                    | 2                    | 3                             |
| УКУПНО | 2                         | 3                             | 14                                   | 4                    | 13                            |
| Пол    | Финансијско посредовање   | Некретнине                    | Државна управа и одбрана             | Образовање           | Здравствени и социјални рад   |
| Мушки  | 0                         | 2                             | 4                                    | 5                    | 1                             |
| Женски | 0                         | 0                             | 0                                    | 4                    | 3                             |
| УКУПНО | 0                         | 2                             | 4                                    | 9                    | 4                             |
| Пол    | Остале услужне активности | Приватна домаћинства          | Екстериторијалне организације и тела | Непознато            | Непознато                     |
| Мушки  | 2                         | 0                             | 0                                    | 5                    | 5                             |
| Женски | 1                         | 0                             | 0                                    | 4                    | 4                             |
| УКУПНО | 3                         | 0                             | 0                                    | 9                    | 9                             |

## Галерија
- Камен са кога је кнез Милош објавио почетак Другог српског устанка
- Спомен плоча 2. српског устанка
- Куће у Такову
- Црква брвнара у Такову
- Таковски грм
- Споменик и млади храст
- Другом српском устанку (Кнез Милош и архимандрит Мелентије)
- Споменик кнезу Милошу Обреновићу
- Основна школа Таковски устанак
- Музеј Другог српског устанка
- Дом здравља и пошта
- Таково, пут
- Фабрика вотке ПИК Таково
- „Таковски крст”, дрво, позлаћено сребро, полу драго камење зелене и црвене боје, дуборезбарење, ливење, искуцавање, инкрустација, 9×16×2,5 цм, укупна висина 33 цм, 19. век. Овај предмет се налази у збирци манастира Враћевшница. Верује се да је у питању крст који је припадао архимандриту Мелентију Павловићу и над којим су Милош Обреновић и устаници положили заклетву верности приликом објаве Другог српског устанка. Ради се о дуборезном ручном крсту окованом у позлаћени сребрни оков, а могуће да је у питању и ставротека. Дуборезни део крста садржи представу Распећа Христовог у свом централном делу а јеванђелисте у крацима, док стопа није сачувана
- Знаменито место „Таковски грм”